# DAMS GD-01
Vous lisez un « article de qualité » labellisé en 2021.
Chronologie des modèles (1994-1995)
La DAMS GD-01 est un prototype de monoplace de Formule 1 conçue par les ingénieurs Rob Arnott, Claude Galopin et Barry Ward, avec l'assistance de Reynard Motorsport pour l'écurie française de Formule 3000 DAMS. Elle est testée par le Français Erik Comas et le Néerlandais Jan Lammers, en vue de préparer l'arrivée de DAMS en Formule 1 en 1996. La GD-01 est propulsée par un moteur V8 Ford-Cosworth ED et équipée d'une boîte de vitesses semi-automatique Xtrac conçue spécialement pour cette monoplace.
La GD-01 est imaginée dès 1994, mais le manque de moyens lié à l'absence de partenaire financier et les modifications apportées à la règlementation technique pour 1995 à la suite des accidents mortels de Roland Ratzenberger et d'Ayrton Senna lors du Grand Prix de Saint-Marin 1994 freinent son développement. Pendant l'hiver 1995, le patron de DAMS, Jean-Paul Driot, négocie avec Gérard Larrousse pour la reprise de son écurie et l'engagement de sa monoplace aux mains d'Éric Bernard pour trois à quatre Grands Prix, mais les pourparlers n'aboutissent pas, ce qui pousse DAMS à reporter son arrivée en Formule 1 à 1996.
Présentée le 6 octobre 1995 sur le circuit Bugatti, la GD-01 effectue son unique essai un mois plus tard sur le circuit Paul-Ricard. Elle affiche alors des performances particulièrement modestes, eu égard à une aérodynamique simpliste et déjà obsolète, qui traduit un important manque de développement. Faute d'avoir trouvé un commanditaire qui lui aurait permis de réunir les financements nécessaire à un engagement en Formule 1, DAMS repousse à nouveau son arrivée dans la discipline à 1997 et envisage un programme d’essais tout au long de l'année 1996. Finalement, la GD-01 ne reprend plus la piste et l'écurie française renonce définitivement à s'aligner en championnat.

## Contexte et développement

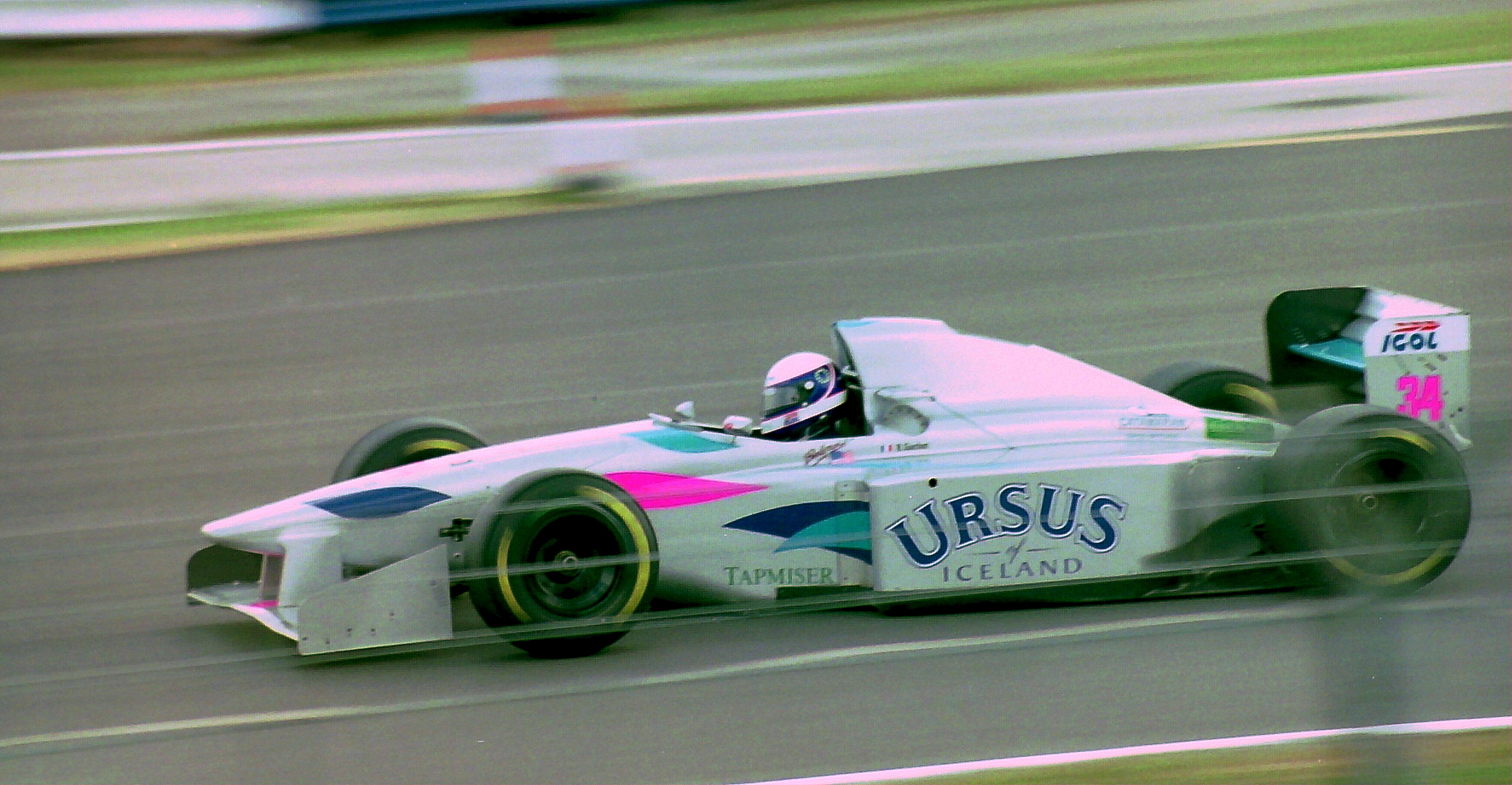
Reynard, qui assiste DAMS pour la conception de la GD-01, est à l'origine de la Pacific PR01 engagée en Formule 1 en 1995.

L'écurie DAMS (pour Driot-Arnoux Motor Sport) est fondée en 1988 par Jean-Paul Driot, un négociant international en pétrole, et l'ancien pilote de Formule 1 René Arnoux. La structure, installée à Ruaudin dans la Sarthe, près du virage des Hunaudières du circuit des 24 Heures du Mans, s'engage en championnat international de Formule 3000. Elle remporte le titre pilotes dès 1990 avec Erik Comas puis en 1993 avec Olivier Panis et en 1994 avec Jean-Christophe Boullion. Ces succès rapides poussent DAMS à préparer un engagement en Formule 1, dès 1994, à une époque où d'autres équipes victorieuses en Formule 3000, comme Onyx Grand Prix, Coloni, Jordan Grand Prix, Forti Corse et Pacific Grand Prix, intègrent la discipline-reine du sport automobile à la fin des années 1980 et au début des années 1990.
Pour concevoir et construire sa monoplace de Formule 1, DAMS fait appel à Reynard Motorsport qui conçoit des monoplaces pour les formules de promotion et fournit l'équipe française depuis 1993. Reynard a déjà construit deux monoplaces de Formule 1 dans l'optique d'un engagement sous son propre nom en Formule 1. En 1989, le constructeur britannique imagine la Reynard 89M, une adaptation de la 89D engagée en Formule 3000, équipée de pneumatiques Bridgestone et d'un moteur V8 Mugen-Honda de trois litres. Puis, en 1992, Reynard débauche des ingénieurs de l'écurie Benetton Formula, dont Rory Byrne, pour concevoir la Reynard F1-01, propulsée par un moteur V12 Yamaha. Ces deux projets ne se concrétisent pas par manque de moyens financiers,,. 
L'arrêt du projet permet à Benetton de retrouver ses anciens employés qui s'inspirent du concept de la F1-01 pour dessiner la B192. En outre, les données de recherche aérodynamique obtenues en soufflerie pour la F1-01 sont cédées à Ligier qui les exploite afin de concevoir la JS37. Enfin, Reynard reprend l'aérodynamique de la F1-01 pour produire la Pacific PR01, engagée en championnat du monde de Formule 1 1994 pour le compte de Pacific Grand Prix ; celle-ci se révèle être, de loin, la monoplace la plus lente du plateau.

## Création de la monoplace

### Un projet en manque de moyens financiers
DAMS installe un bureau d'étude près du siège social de Reynard à Brackley et confie la conception de la GD-01 à l'ingénieur français Claude Galopin, transfuge de l'écurie Ligier, et à Rob Arnott et Barry Ward, deux ingénieurs de Reynard Motorsport,,. La conception de cette monoplace débute en 1994 mais les soutiens financiers, très limités, retardent le développement de la voiture. DAMS éprouve des difficultés à nouer des contacts avec de potentiels commanditaires puisque l'écurie, installée près du Mans et dont l'activité est centrée sur les formules monoplaces, détonne avec les autres équipes locales qui concourent en endurance. Surtout, elle n'attire pas les investisseurs français qui soutiennent déjà Ligier et Larrousse, deux équipes nationales déjà présentes en Formule 1. Enfin, les modifications apportées à la règlementation technique pour 1995 à la suite des accidents mortels de Roland Ratzenberger et d'Ayrton Senna lors du Grand Prix de Saint-Marin 1994 entravent également le développement de la GD-01,.

### Échec de l'association avec Larrousse et report du projet à 1996
Après huit années de présence en Formule 1, l'écurie Larrousse fait face à de graves problèmes financiers : la société affiche un déficit d'exploitation non comblé de 35 millions de francs à l'issue de la saison 1994,. Les observateurs estiment d'ailleurs que le changement de réglementation technique de la Formule 1 pour 1995, qui doit notamment renforcer la sécurité des monoplaces, pourrait être fatal à Larrousse qui n'a pas les moyens de concevoir une nouvelle voiture.
Gérard Larrousse pense, un temps, renflouer son équipe en s'associant avec Jean-Paul Driot, le propriétaire de l'écurie de Formule 3000 DAMS qui espère s'engager en Formule 1 dès 1995. En effet, les problèmes financiers et les frictions entre Gérard Larrousse, Patrick Tambay, l'ingénieur Robin Herd et Michel Golay, concessionnaire Ferrari en Suisse, ont entraîné des retards dans la production de la LH95 dont les plans sont prêts. Incapable de produire cette monoplace pour le début de saison, Larrousse, après s'être tourné vers son ancien fournisseur, Lola Cars qui a refusé tout partenariat en raison d'impayés, se tourne vers DAMS qui a terminé la conception de sa GD-01. Or, Larrousse ne dispose pas d'usine mais d'un simple atelier de montage tandis que DAMS dispose de ses propres structures au Mans. L'écurie de Formule 3000 ne se montre pas intéressée par la proposition de Larrousse et préférerait prendre le contrôle total de son équipe, en confiant sa voiture à Éric Bernard et en ne s'engageant que pour trois ou quatre Grands Prix. Le fait que Larrousse souhaite vendre son équipe au prix fort n'est toutefois pas du goût de Driot,,.
Début février 1995, les négociations étant toujours au point mort, DAMS décide de repousser son engagement en Formule 1 à 1996 en rachetant Larrousse, dont le propriétaire souhaite continuer en Formule 1 en utilisant l'unique châssis construit par Reynard. Ce châssis ne dispose d'aucune pièce de rechange et Larrousse n'a pas les moyens d'en commander un second pour le début de saison. DAMS refuse de vendre son châssis et espère la disparition de l'écurie française ; elle pourrait ainsi racheter l'équipe moribonde à moindre frais et disposer d'une structure de base pour préparer son arrivée en 1996. De plus, DAMS compte sur d'éventuelles subventions de l'État français : Ligier étant devenue britannique, elle pourrait toucher 120 millions de francs de la part du gouvernement au titre du « fonds tabac » lié à la loi Évin et même convaincre Peugeot de lui fournir des moteurs,. Finalement, DAMS rompt les négociations, Driot déclarant : « Je ne veux pas entrer en Formule 1 à n'importe quel prix,… »

### Aspects techniques

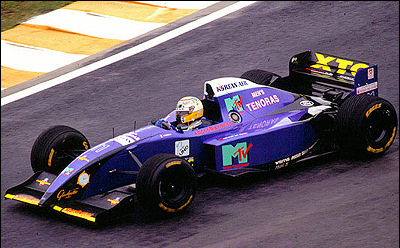
Tout comme celle de la Simtek S951, la coque de la DAMS GD-01 est fabriquée par la Société nationale des poudres et des explosifs.

D'une masse de 595 kg avec son pilote, la DAMS GD-01 est dotée d'un châssis monocoque en fibre de carbone et d'une structure en nid d'abeille. La coque de la monoplace, conçue en deux morceaux collés ensemble, est construite pendant l'été 1995 par la société lilloise SNPE, comme pour la Simtek S951 engagée en Formule 1 en 1995,. Un seul châssis est construit.
Les pontons de la GD-01, de forme rectangulaire, sont particulièrement volumineux et abritent un radiateur d'eau et un d'huile situés de chaque côté de la voiture. L'architecture et la taille imposante de la GD-01 en font une monoplace obsolète ; pour autant, DAMS assure avoir modifié la conception de sa monoplace pour satisfaire à la nouvelle réglementation technique en vigueur en 1995. Toutes ces raisons poussent Reynard, pourtant capable de construire une monoplace de Formule 1, à sous-traiter sa production à une entreprise tierce afin de ne pas gâcher ses ressources. Les suspensions adoptent une structure classique, à double triangulation et poussoir. Enfin, la GD-01 arbore un nez bas qui, selon les ingénieurs de Reynard, permet de générer plus d'appui, alors que la plupart des écuries de pointe arborent désormais un museau surélevé. Tout comme les pontons et l'avant de la monoplace, l'aileron arrière et le capot moteur arborent une architecture dépassée, preuve que l'aérodynamique de la GD-01 a bénéficié d'une étude technique limitée,.
La GD-01 est d'abord conçue pour utiliser un moteur V10 Mugen-Honda MF-301H. D'une cylindrée de 2 998 cm3, il développe une puissance de 670 chevaux à 13 500 tr/min. Bien que DAMS et Mugen-Honda aient été partenaires en championnat international de Formule 3000, les négociations échouent et le motoriste japonais conclut un accord avec l'écurie Ligier,. Après avoir tenté, en vain, de convaincre Peugeot de lui fournir un moteur, DAMS doit adapter sa monoplace pour y loger un moteur V8 Ford-Cosworth ED de trois litres, qui développe 610 chevaux à 13 200 tr/min. Ce bloc, de 129,5 kg, est privilégié par les petites écuries pour son faible coût et sa facilité d'installation. En outre, il est capable de parcourir 640 km avant de subir une révision technique,.
La transmission est assurée par une boîte de vitesses semi-automatique à six vitesses conçue spécialement pour la GD-01 dès 1994 par la société britannique Xtrac, et dont l'architecture doit être modifiée après des problèmes survenus lors du développement de cette transmission. Plus tard, cette même boîte de vitesses est ajustée pour être greffée aux Minardi M195 et Dome F105,. L'électronique est gérée par des composants de la société PI Research, tandis que les pneumatiques sont fournis par le manufacturier Goodyear, les jantes par Enkei et le carburant par Elf.

## Choix des pilotes

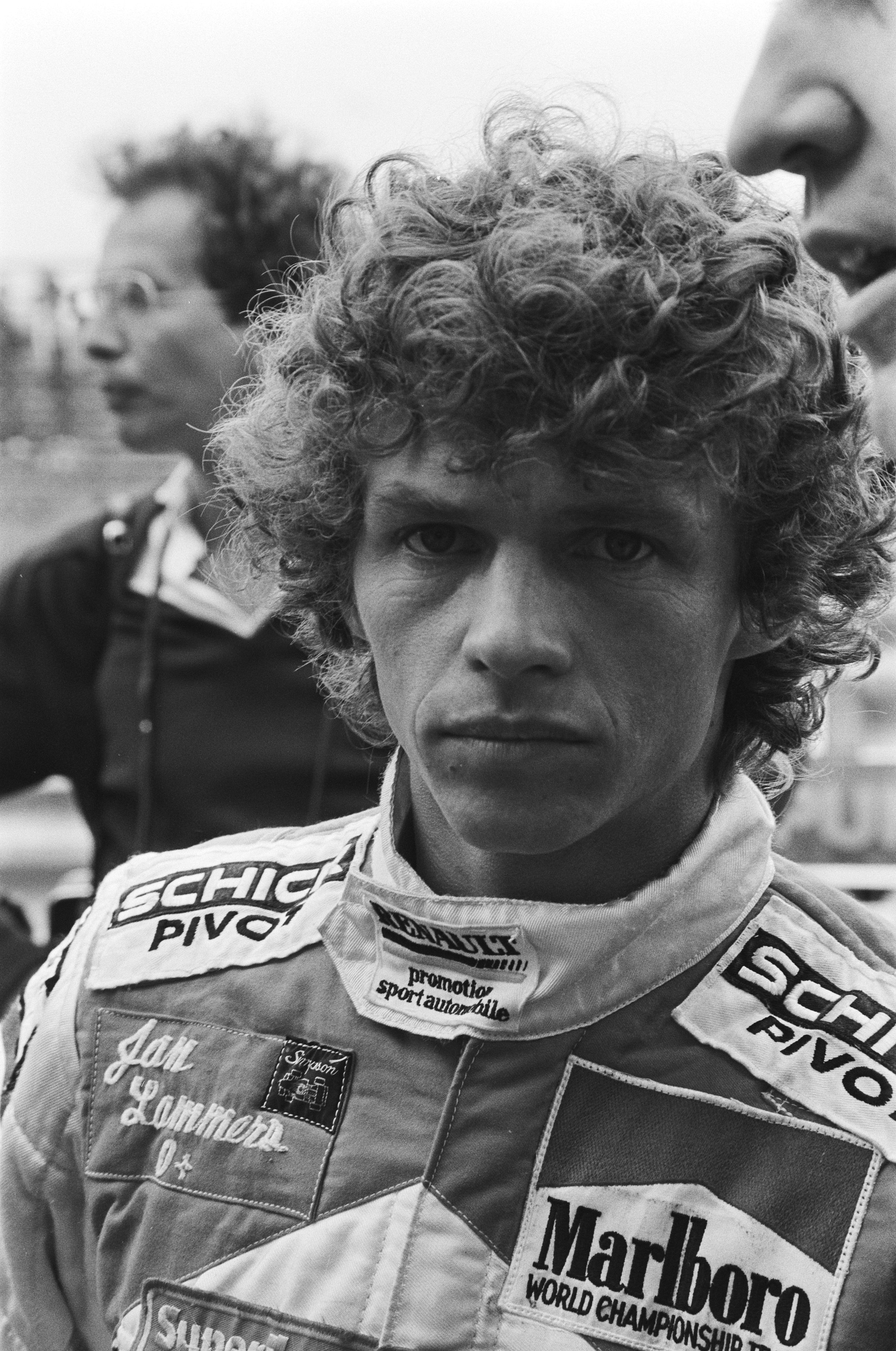
À la fin septembre 1995, le pilote néerlandais Jan Lammers (ici en 1982) est recruté pour tester la GD-01.

Jean-Paul Driot prévoit d'engager trois pilotes, deux titulaires et un essayeur, et souhaite privilégier l'emploi d'anciens pilotes de son écurie de Formule 3000. Dès mars 1995, il recrute le Français Erik Comas. Champion international de Formule 3000 en 1990 avec DAMS, Comas a piloté en Formule 1 en fond de grille entre 1991 et 1994 avec Ligier puis Larrousse, obtenant un total de sept points et une cinquième place lors du Grand Prix de France 1992 comme meilleur résultat.
Durant l'été 1995, les observateurs évoquent la possible arrivée du Français Olivier Panis, champion international de Formule 3000 en 1993 avec DAMS et pilote de Formule 1 avec Ligier depuis 1994. Néanmoins, l'internationalisation de l'écurie française, vendue à Tom Walkinshaw, le met dans une position délicate au sein de cette équipe, d'autant plus que DAMS souhaite s'affirmer comme une écurie totalement française,. 
Pour autant, Driot, malgré ses contacts privilégiés avec l'industrie pétrolière, échoue à nouer des partenariats financiers avec Elf et Total. Annonçant qu'il pourrait renoncer son projet de Formule 1 et même à son écurie de Formule 3000 s'il ne parvient pas à financer son engagement dans la discipline-reine du sport automobile, les spécialistes supposent le recrutement du Brésilien Tarso Marques, actuel pilote en Formule 3000 avec DAMS : vainqueur de sa première course dans l'antichambre de la Formule 1 au Portugal en septembre 1995, Marques est issu d'une riche famille brésilienne qui pourrait permettre à l'équipe française d'obtenir des soutiens financiers locaux,.
À la fin septembre 1995, DAMS annonce avoir engagé le vétéran Néerlandais Jan Lammers comme deuxième pilote-essayeur de la GD-01, chargé de tester la monoplace dès lors qu'Erik Comas l'aura déverminé. Lammers, ancien pilote de Formule 1 entre 1979 et 1982 avec Shadow Racing Cars, Auto Technisches Spezialzubehör et Ensign puis en 1992 avec March, apporte un complément de budget à DAMS, alors en grand manque de financement,.

## La DAMS GD-01 lors des essais de développement

### Présentation et essais à l'automne 1995
La DAMS GD-01 est présentée le 6 octobre 1995 sur le circuit Bugatti, en présence de Jean-Paul Driot, Claude Galopin, Rob Arnott et de trois pilotes engagés pour la tester et la développer, Erik Comas, Emmanuel Collard et Jan Lammers. Elle arbore une livrée bleue, blanche et jaune, floquée des logos d'Elf, de Cosworth et de la SNPE, les seuls partenaires techniques de l'équipe française. Les observateurs remarquent immédiatement le sous-développement aérodynamique et l'architecture dépassée de la monoplace, puisqu'elle ne correspond pas à toutes les exigences de la réglementation technique en vigueur, mais les ingénieurs de DAMS comptent perfectionner leur voiture au fil des essais de développement, d'autant plus que Driot confirme sa volonté de participer au championnat du monde de Formule 1 1996,,.
DAMS prévoit d'étrenner sa monoplace la semaine suivante, avec Erik Comas à son volant, mais un problème hydraulique la contraint à reporter ses premiers essais. Le 3 novembre 1995, Comas et Lammers effectuent le premier roulage de la GD-01 sur le circuit Paul-Ricard. En raison de son aérodynamique simpliste, la voiture manque de rythme, ce qui indique que la GD-01 nécessite un programme de développement approfondi pour être en mesure de rivaliser avec les autres monoplaces de Formule 1 du plateau. Qualifiée de « machine agricole » par les observateurs, ses performances empêcheraient ses pilotes de se qualifier pour les courses de Grands Prix en raison de la règle des 107 % introduite à partir de 1996,.

### Report du projet à 1997 et abandon définitif
Le 5 décembre 1995, la Fédération internationale de l'automobile publie la liste des écuries engagées pour la saison 1996, pour laquelle DAMS, qui n'a pas versé à temps les 500 000 dollars de caution, n'est pas inscrite. Jean-Paul Driot, qui n'a réuni que la moitié des 15 millions de francs qu'il estime nécessaire pour un budget viable en Formule 1, annonce le report de son engagement à 1997 et que la GD-01 doit être testée et développée tout au long de l'année 1996. DAMS espère conclure un partenariat majeur avec Elf mais la compagnie pétrolière française, qui cherche à placer ses jeunes pilotes issus de la filière Elf en Formule 1, préfère continuer son engagement commercial avec Ligier. DAMS, après les faillites de Simtek et de Pacific Grand Prix, deux écuries de fond de grille qui utilisaient un moteur V8 Ford-Cosworth ED client peu performant, cherche également à s'affirmer comme une écurie totalement française en négociant un contrat de fourniture de moteurs avec Peugeot et Renault, alors que Ligier, après le recrutement du pilote payant brésilien Pedro Diniz, a perdu de sa crédibilité d'écurie nationale auprès des observateurs,.
Après avoir initialement prévu de ne pas participer au championnat international de Formule 3000 1996 pour se concentrer sur la préparation à la Formule 1, DAMS s'inscrit finalement à cette édition, en engageant les Français Jean-Philippe Belloc et Laurent Redon. Faute de budget, l'écurie française ne réalise plus aucun essai avec sa GD-01 et renonce à la Formule 1, Jean-Paul Driot expliquant : « Nous avions la voiture pour aller en Formule 1 mais pas le budget. DAMS aurait mis la clé sous la porte avant même la fin de la saison, avec beaucoup de dettes à rembourser,. »

## Devenir de la monoplace
L'unique châssis DAMS GD-01 se trouve au sein de l'usine de l'écurie DAMS tandis que ses dessins de conception et sa documentation sont conservés par Adrian Reynard. La boîte de vitesses Xtrac conçue pour la GD-01 puis installée sur la Minardi M195 est reprise par le constructeur japonais Dome qui la monte sur sa F105, en préparation d'un engagement en Formule 1.